# Margaret Harriman
Margaret Harriman was een paralympisch atleet uit Zuid-Afrika. Ze werd geboren in het Verenigd Koninkrijk.
Ze was de enige vrouw die deelnam aan het netbal toernooi van de tweede Stoke Mandeville Games tijdens 1949. Dit onder haar geboortenaam, Margaret Webb. Vanaf 1960 tot 1976 nam Margaret deel aan de paralympische zomerspelen. Ze wist 11 gouden medailles te behalen in verschillende sporten, waaronder boogschieten, atletiek, dartchery en zwemmen. Webb vertegenwoordigde de Republiek Rhodesië tijdens haar eerste twee deelnames en vanaf 1968 Zuid-Afrika. Tussen 1960 en 1968 won ze acht gouden medailles bij het boogschieten.